# Cratere Adzoba
Adzoba  è un cratere sulla superficie di Venere.